# Dunbar Apartments
Construit en 1926, les Dunbar Apartments sont des logements situés dans le district de Central Harlem à New York. Ils furent construits par John D. Rockefeller Jr. qui souhaitait procurer des appartements aux résidents afro-américains. Les plans ont été dessinées par l'architecte Andrew J. Thomas. Le complexe de logements comprend six bâtiments séparés et 511 appartements qui occupent un bloc entre la 149e Rue et la 150e Rue.